# Ombre sul mare
Ombre sul mare (Destroyer) è un film statunitense del 1943 diretto da William A. Seiter.